# Petersham
Petersham est une ville du borough de Richmond upon Thames, dans la banlieue sud-ouest du Grand Londres. 
L'Église Saint-Pierre de Petersham, dédiée à saint Pierre, date au XVIIe siècle, mais elle possède des fondations qui datent au XIIIe siècle. Cette église fut la location, en 1881, du mariage de Claude Bowes-Lyon et Cecilia Nina Cavendish-Bentinck, les parents d'Elizabeth Bowes-Lyon et grands-parents maternels de la reine Élisabeth II.

## Personnalités
- George Vancouver y a pris sa retraite pour écrire son Voyage Of Discovery To The North Pacific Ocean, And Round The World In The Years 1791–95. Il est enterré au cimetière de l'église.
- Le peintre Glyn Philpot (1884-1937) est enterré au cimetière de l'église.
- L'acteur et chanteur Tommy Steele a habité à Petersham pendant quelques années.